# Yevguenia Marínchenko
Yevguenia Oleksandrivna Marínchenko (en ucraniano: Євгенія Олександрівна Маринченко; Petrogrado, 13 de agosto de 1898 - Kiev, 3 de agosto de 1962) fue una arquitecta soviética de etnia ucraniana que recibió el Premio Nacional Tarás Shevchenko en 1971 por la autoría del proyecto del Palacio "Ucrania".

## Biografía
Marínchenko nació en 1916 en una familia de arquitectos. Su abuelo materno, Yevgueni Tolstói, fue arquitecto e ingeniero y trabajó como jefe del palacio Marinski.
Los padres de Marínchenko se graduaron en el departamento de arquitectura de la Escuela de Arte de Kiev. Su padre, Oleksandr, continuó sus estudios en el Instituto de Arte de Kiev, convirtiéndose en un conocido arquitecto, profesor, autor de libros sobre arquitectura en Kiev y obtuvo el título de candidato en ciencias de la arquitectura. En la escuela prefería las lecciones de dibujo y se desempeñaba como artista en el consejo editorial del periódico escolar. En casa, solía pintar con acuarelas. Le gustaba especialmente la pintura al aire libre. En 1931 terminó sus estudios de siete años y entró en la facultad de arquitectura de la escuela técnica de construcción.
A partir de 1934 trabajó en el sector de la construcción, demostrando ser una gestora capaz y responsable, trabajando como ayudante de arquitecto en uno de los talleres de diseño arquitectónico. En 1935-1941, estudió en el Universidad Nacional de Kiev de Construcción y Arquitectura con los arquitectos Oleksandr Verbitski y Petró Yurchenko. Durante este tiempo defiende su tesis sobre el tema "Palacio de la Cultura de la Fábrica del Arsenal en Kiev". 
Desde 1943 trabajó en Kiev en la restauración y reconstrucción de edificios destruidos por la Segunda Guerra Mundial: los edificios de la Universidad de Kiev, el palacio Marinski, el antiguo edificio del banco en Jreshchatik, el salón de actos del Instituto Politécnico de Kiev y, desde 1945, en el instituto de proyectos "Diprocivilprombud". 

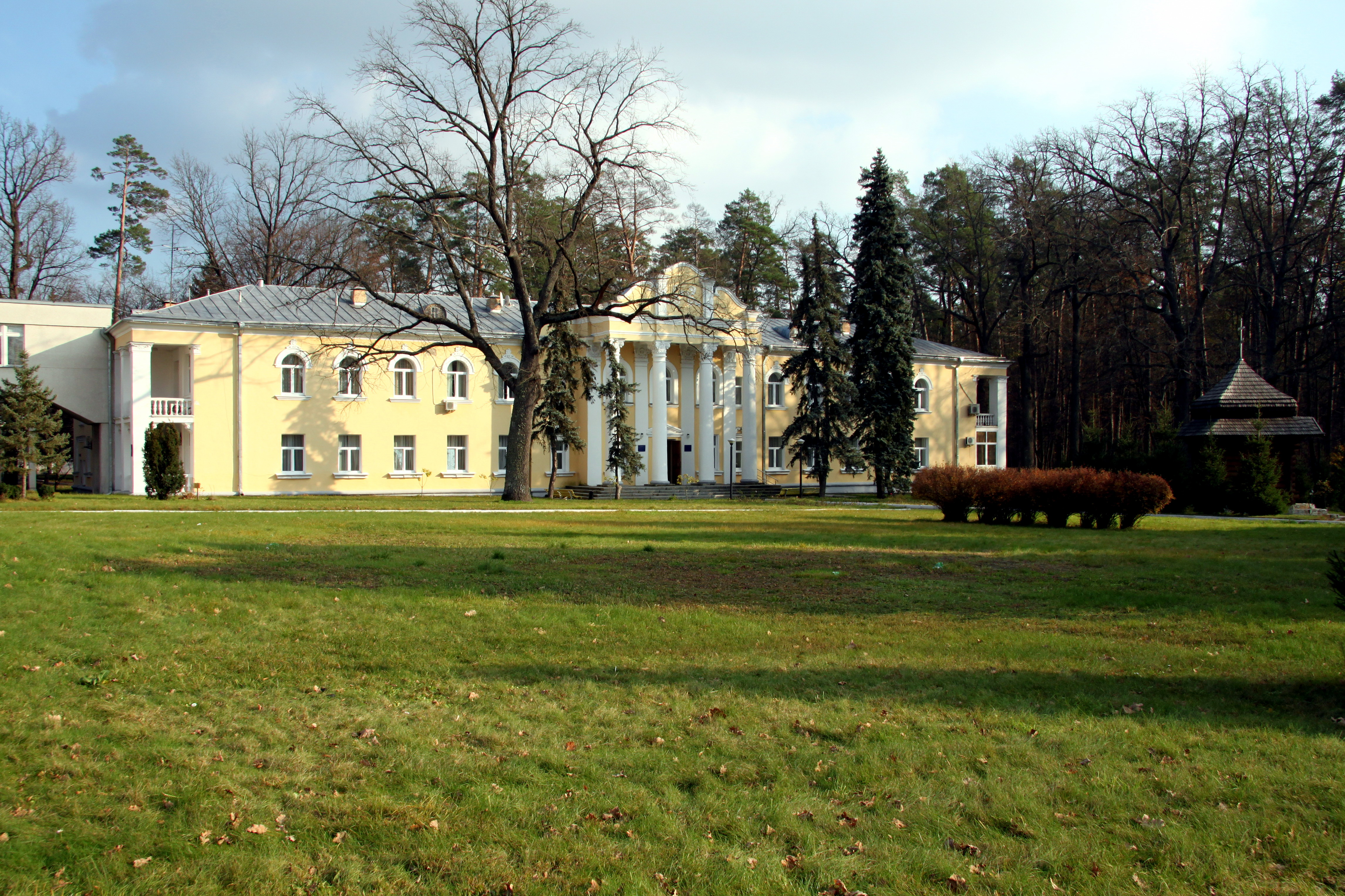
Sanatorium's water treatment building (1948–1949)

La primera realización notable y significativa del trabajo de Yevguenia fue el proyecto de un complejo sanatorio de tratamiento de agua en Pushcha-Voditsia, que en ese momento estaba ubicado fuera de los límites de la ciudad de Kiev. El plan general del complejo médico se desarrolló en 1946. El diseño y la construcción posteriores se llevaron a cabo durante casi 20 años. Por diseñar y participar en la construcción del sanatorio "30 años de la Ucrania soviética", Yevguenia Marínchenko recibió un premio y un certificado honorífico en el concurso republicano para las obras de ingeniería civil mejor construidas en 1949. El núcleo original del sanatorio, que en los años 90 pasó a llamarse Pushcha-Ozerna, es un reconocido monumento arquitectónico de la primera década de posguerra del siglo XX.

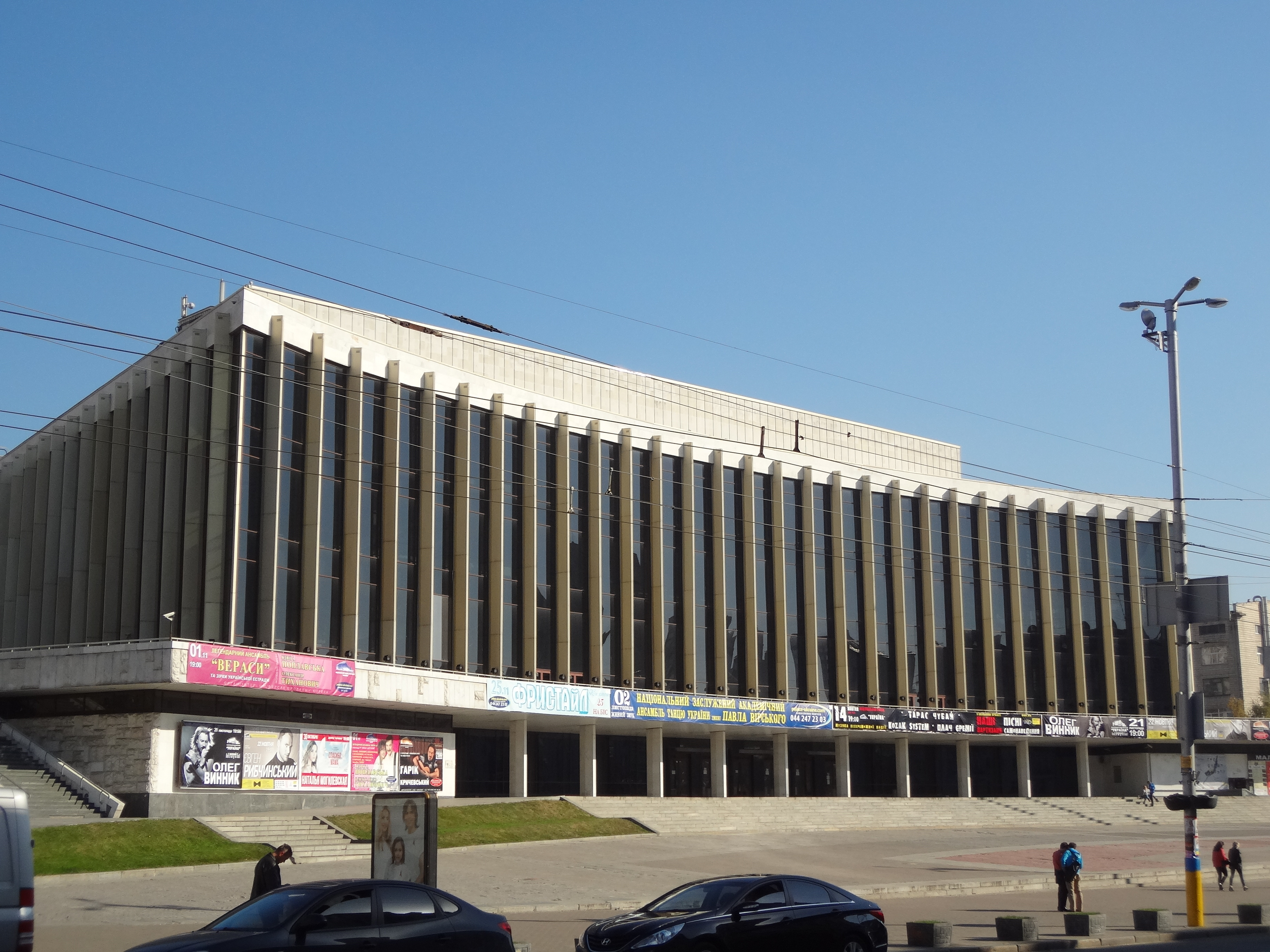
Palacio "Ucrania"

Simultáneamente con los trabajos en el complejo sanatorio, creó más de 70 proyectos de construcción para diversos fines, de los cuales se implementaron más de 30, entre ellos:
- Casas residenciales en Kiev en las calles Nagirnia, Zolotoustivska, Bastionnia, Mijailo Boichuk y la avenida Povitroflotsi.
- Nuevos barrios en Odesa, Jersón, Mikolaiv y Járkov.
- Urbanización Novobilichi en Kiev.
- Pueblo de trabajadores del canal de Kajovka cerca del pueblo de Novokivka.

Desde principios de los años 1960 trabajó en un equipo creativo en su proyecto más notable: la construcción del Palacio "Ucrania".
En 1971, Marínchenko, junto con su equipo, recibió el Premio Nacional Tarás Shevchenko de la República Socialista Soviética de Ucrania y el título honorífico de "Arquitecta de Honor de la República Socialista Soviética de Ucrania" por la construcción del Palacio "Ucrania". En la década de 1990, el edificio recibió el estatus de protección de monumento arquitectónico. En 1973 fue enviada a Irak con un grupo de especialistas, donde realizó bocetos del proyecto para la creación del Palacio de la Cultura en Bagdad. En 1975, bajo su autoría, se publicó la primera edición del libro Palacio de la Cultura "Ucrania" en Kiev en ucraniano, ruso e inglés. La segunda edición se publicó en 1979.
Desde 1980 hasta su muerte vivió en Kiev en la calle Mala Zhytomyrska, 10. Al final de su vida colaboró activamente con la Sociedad Ucraniana para la Protección de Monumentos Históricos y Culturales. Murió el 15 de junio de 1999.

## Premios
- Orden de la Insignia de Honor (1956).
- Premio Nacional Tarás Shevchenko (1971).
- Arquitecto de Honor de la República Socialista Soviética de Ucrania.
- Orden de la Bandera Roja del Trabajo (1971).
- Arquitecta del Pueblo de Ucrania (1997).